# Afrikas vilde dyr
Afrikas vilde dyr er en dansk dokumentarfilm fra 1967.

## Handling
Optagelser af Afrikas største vilde dyr, løven, elefanten, zebraen, flodhesten og giraffen, i deres naturlige miljø.